# Colea
Pour la ville d'Algérie, voir Koléa.
Genre
Colea est un genre de plantes à fleurs de la famille des Bignoniaceae regroupant 24 espèces d'arbustes et arbres.

## Liste d'espèces
- Colea alata H.Perrier
- Colea alba H.Perrier
- Colea asperrima H.Perrier
- Colea barbatula H.Perrier
- Colea bernieri Baill. ex H.Perrier
- Colea campenonii H.Perrier
- Colea colei (Bojer ex Hook.) M.L.Green
- Colea concinna Baker
- Colea fusca H.Perrier
- Colea gentryi Zjhra
- Colea hirsuta Aug.DC.
- Colea lantziana Baill.
- Colea lutescens H.Perrier
- Colea muricata H.Perrier
- Colea myriaptera H.Perrier
- Colea nana H.Perrier
- Colea obtusifolia DC.
- Colea purpurascens Seem.
- Colea resupinata Zjhra
- Colea rosea Zjhra
- Colea rubra H.Perrier
- Colea seychellarum Seem.
- Colea sytsmae Zjhra
- Colea tetragona DC.